# Synagoge (Neuenkirchen)

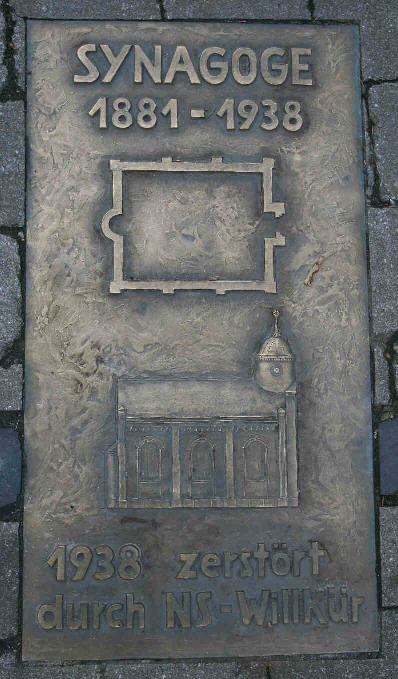
Messingplatte am ehemaligen Standort der Neuenkirchener Synagoge

Die Synagoge Neuenkirchen (heute Ortsteil von Rietberg im Kreis Gütersloh) war eine westfälische Landsynagoge. Das jüdische Gotteshaus wurde am 9. September 1881 geweiht und fiel am 9. November 1938 während der Novemberpogrome der Brandstiftung durch Nationalsozialisten zum Opfer.

## Geschichte
Die Existenz einer Synagoge wird für Neuenkirchen erstmals im Jahr 1758 urkundlich erwähnt. Zehn Jahre später folgte die Errichtung eines größeren Gotteshauses im Osten des Ortskerns. Ein enger Fußweg verband das in einem Hinterhof gelegene Gebäude mit der Hauptstraße.
Nachdem ein Dorffeuer am 29. April 1880 die Synagoge und zahlreiche weitere Häuser zerstörte, wurde der Bau eines repräsentativen neuen Gotteshauses direkt an der Langen Straße, der Hauptverkehrsader des Ortes, beschlossen. Den Auftrag für die Errichtung des 150 Sitzplätze umfassenden Gebäudes erhielt der aus Wiedenbrück stammende Bauunternehmer Georg Eustermann. Am 9. September 1881 erfolgte die Weihung der Synagoge im Beisein des königlichen Landrates, des Rietberger Amtmannes, des Neuenkirchener Gemeindevorstehers und der katholischen Geistlichkeit des Ortes.
In den späten Abendstunden des 9. Novembers 1938 setzten Mitglieder der SA, die von Rheda aus zentral auf den damaligen Kreis Wiedenbrück verteilt wurden, mit Hilfe Neuenkirchener Sympathisanten das Gotteshaus in Brand. Nachdem die Freiwillige Feuerwehr daran gehindert wurde, die Flammen zu löschen, brannte es bis auf die Grundmauern ab. Die Überreste wurden in der darauf folgenden Zeit abgerissen.

## Architektur und Einrichtung
Bei der Synagoge von 1880/81 handelte es sich um einen im neoromanischen Stil errichteten Backsteinbau mit rechteckigem Grundriss (12,75 m × 10,25 m). Ein Satteldach überspannte den Hauptraum. Jeweils drei Bogenfenster in der südlichen und nördlichen Längsseite ließen Licht in das Gebäude. Das rechteckige Portal an der Westseite der Synagoge war mit einem rund 15 Meter hohen Rundturm ausgestattet, während im Osten eine Apsis aus der Wand ragte. Im Innern befanden sich u. a. eine Orgel, Kronleuchter, ein Toraschrein und eine Bima.

## Erinnerung an die Synagoge
Auf Initiative der örtlichen Jungen Union wurde an der Stelle der ehemaligen Synagoge 1988 ein Mahnmal errichtet, das in Gegenwart des Vorsitzenden der Jüdischen Gemeinde Bielefeld, des Rietberger Bürgermeisters und des Landesrabbiners von Nordrhein am 20. November des gleichen Jahres enthüllt wurde. Eine in den Boden eingelassene Messingplatte zeigt darüber hinaus die ehemalige äußere Gestalt der Synagoge, und dunkle Pflastersteine deuten den früheren Grundriss an.